# Hirondelle du Sinaloa
Progne sinaloae
Espèce
Statut de conservation UICN

 VU C2a(ii) : Vulnérable
Synonymes
- Progne dominicensis sinaloae

L'Hirondelle du Sinaloa (Progne sinaloae) est une espèce de passereau de la famille des Hirundinidae. 

## Répartition
Son aire de répartition s'étend sur l'ouest du Mexique (dont l'État de Sinaloa), le Belize et le Guatemala. Elle est rare en Basse-Californie et dans l'est du Mexique.

## Systématique
C'est une espèce monotypique (non subdivisée en sous-espèces) parfois considérée comme une sous-espèce de Progne dominicensis « sensu lato ».